# 신도군 (허베이성)
신도군(信都郡)은 중국의 옛 군이다. 군국제 시행 시에는 광천국(廣川國), 신도국(信都國), 안평국(安平國)이기도 했다.

## 전한
기주자사부에 속했다. 원시 2년(2년)의 인구조사에 따르면 65,556호, 304,384명이 있었다. 아래의 속현 목록은 《한서》지리지의 내용이다. 원연·수화 연간(기원전 8년 무렵)의 현황으로 여겨지며, 총 17현이다. 서울은 신도현이다.
| 현명     | 한자     | 대략적 위치              | 비고 |
| -------- | -------- | ------------------------ | --- |
| 신도현   | 信都縣   | 헝수이 시 지저우 구      | 고장하(故漳河)와 고호지(故虖池)가 모두 북쪽에 있어 동으로 바다로 들어간다. 《우공》의 강수(絳水)도 바다로 들어간다. |
| 역현     | 歷縣     | 헝수이시 구청 현 북      | |
| 부류현   | 扶柳縣   | 헝수이 시 지저우 구 북서 | |
| 벽양현   | 辟陽縣   | 헝수이시 짜오창 현 남서  | |
| 남궁현   | 南宮縣   | 싱타이시 난궁 시 서      | |
| 하박현   | 下博縣   | 헝수이 시 선저우 시 남동 | |
| 무읍현   | 武邑縣   | 헝수이시 우이 현 북동    | |
| 관진현   | 觀津縣   | 헝수이시 우이 현 동      | |
| 고제현   | 高隄縣   | 헝수이시 짜오창 현 북동  | |
| 광천현   | 廣川縣   | 헝수이시 짜오창 현 북동  | |
| 악향현   | 樂鄕縣   | 헝수이시 선저우 시 동    | |
| 평제후국 | 平隄侯國 | 헝수이시 징 현 남서      | |
| 도후국   | 桃侯國   | 헝수이시 북서            | |
| 서량후국 | 西梁侯國 | 신지 시 남               | |
| 창성후국 | 昌成侯國 | 헝수이시 지저우 구 북서  | |
| 동창후국 | 東昌侯國 | 헝수이시 우이 현 북동    | |
| 수현     | 脩縣     | 헝수이시 징 현 남        | |

## 신
군의 이름을 신박(新博)으로 고치고 다음 현의 이름을 고쳤다.
| 전한 | 신             |
| ---- | -------------- |
| 신도 | 신박정(新博亭) |
| 역   | 역녕(歷寧)     |
| 벽양 | 악신(樂信)     |
| 남궁 | 서하(序下)     |
| 하박 | 윤박(閏博)     |
| 무읍 | 순환(順桓)     |
| 관진 | 삭정정(朔定亭) |
| 악향 | 악구(樂丘)     |
| 도   | 환분(桓分)     |
| 동창 | 전창(田昌)     |
| 수   | 수치(脩治)     |

## 후한
후한 명제시기 낙성군(樂城郡)으로 개명되었다가 122년(연광 원년) 안평국(安平國)으로 개명되었으며 탁군의 일부 현들이 본군으로 이관되었다. 13현 91,440호 655,180명을 거느렸다.
| 현명     | 한자     | 대략적 위치              | 비고                                                                   |
| -------- | -------- | ------------------------ | ---------------------------------------------------------------------- |
| 신도현   | 信都縣   | 헝수이 시 지저우 구      |                                                                        |
| 부성현   | 阜城縣   | 신지 시 왕구진 북        | 창성현(昌城縣)을 지금의 이름으로 고쳤다.                               |
| 남궁현   | 南宮縣   | 싱타이시 난궁 시 서      |                                                                        |
| 부류현   | 扶柳縣   | 헝수이 시 지저우 구 북서 |                                                                        |
| 하박현   | 下博縣   | 헝수이 시 선저우 시 남동 |                                                                        |
| 무읍현   | 武邑縣   | 헝수이 시 우이 현        |                                                                        |
| 관진현   | 觀津縣   | 헝수이시 우이 현 동      |                                                                        |
| 당양현   | 堂陽縣   | 싱타이 시 신허 현        | 거록군에서 본군으로 이관되었다.                                        |
| 무수현   | 武遂縣   | 헝수이 시 우창 현 북서   | 하간군에서 본군으로 이관되었다.                                        |
| 요양현   | 饒陽縣   | 헝수이 시 라오양 현      | 옛이름은 요(饒)로 탁군에서 본군으로 이관되었다. 무루정(蕪蔞亭)이 있다. |
| 안평현   | 安平縣   | 헝수이시 안핑현          | 탁군에서 본군으로 이관되었다.                                          |
| 남심택현 | 南深澤縣 | 스자좡시선쩌현 동        | 탁군에서 본군으로 이관되었다.                                          |

## 위진
위나라에선 기주 자사의 치소를 신도로 옮겼다. 서진시기 일련의 행정개편을 겪으면서 5개 속현을 잃었다.
| 개편이전 | 개편이전                                                     | 개편이후                | 개편이후                                                     |
| -------- | ------------------------------------------------------------ | ----------------------- | ------------------------------------------------------------ |
| 안평군   | 신도현, 부류현, 하박현, 무읍현, 관진현, 무수현, 광종현, 경현 | 안평군                  | 신도현, 하박현, 무읍현, 무수현, 관진현, 부류현, 광종현, 경현 |
| 안평군   | 안평현, 요양현, 남심택현                                     | 박릉군(서진대에 복치됨) | 안평현, 요양현, 남심택현                                     |
| 안평군   | 부성현                                                       | 발해군                  | 부성현(전한대 부성현 치소로 옮겨지면서 발해군으로 이관)      |
| 안평군   | 남궁현, 당양현                                               | 폐지                    | 남궁현, 당양현                                               |

안평군은 8현 21,000호를 거느렸다.284년(태강 5년) 군명을 장악군(長樂郡)으로 개명했다.
| 현명   | 한자   | 대략적 위치              | 비고                                     |
| ------ | ------ | ------------------------ | ---------------------------------------- |
| 신도현 | 信都縣 | 헝수이 시 지저우 구      |                                          |
| 하박현 | 下博縣 | 헝수이 시 선저우 시 남동 |                                          |
| 무읍현 | 武邑縣 | 헝수이 시 우이 현        | 서진 무제말기때 무읍군으로 이관되었다.   |
| 무수현 | 武遂縣 | 헝수이 시 우창 현 북서   | 서진 무제말기때 무읍군으로 이관되었다.   |
| 관진현 | 觀津縣 | 헝수이 시 우이 현 동     | 서진 무제말기때 무읍군으로 이관되었다.   |
| 부류현 | 扶柳縣 | 헝수이 시 지저우 구 북서 |                                          |
| 광종현 | 廣宗縣 | 싱타이 시 웨이 현 동     | 위나라때 거록군에서 본군으로 이관되었다. |
| 경현   | 經縣   | 싱타이 시 광쭝 현        |                                          |

## 북조
석륵이 기주를 점령하면서 후조의 관할로 들어왔다가 후조가 염위와 전연에게 무너진 뒤엔 전연이 차지했다. 이후 전진에 소속되었다가 전진이 무너진 뒤 후연을 세운 모용수가 이곳을 차지하고 신도현에 기주자사부를 두었다. 397년(황시 2년) 북위 도무제 탁발규에 의해 신도가 점령되면서 북위의 땅으로 넘어갔다.

## 북위
8현 35,683호 143,145명을 거느렸다. 그리고 과거 장악군에 속했던
| 현명   | 한자   | 대략적 위치              | 비고 |
| ------ | ------ | ------------------------ | --- |
| 당양현 | 堂陽縣 | 싱타이 시 신허 현 북서   | 서진초에 폐지되었던 당양현을 복구했다. 형구(荊丘)가 있다.                                                                             |
| 조강현 | 棗强縣 | 헝수이 시 짜오창 현      | 서진시기 광천군에 통폐합되있었다가 415년(신서 2년) 광천현에 통폐합되었다. 498년(태화22년) 광천현이 복구되었다. 자조성(煑棗城)이 있다. |
| 부류현 | 扶柳縣 | 헝수이 시 지저우 구 북서 | 442년(태평진군 3년) 당양현을 통폐합했다가                                                                                             |
| 삭노현 | 索盧縣 |                          | 서진시기 광천군에 속했다가 415년 광천현을 통폐합했다. 498년 복구되었다. 삭노성이 있다.                                                |
| 광천현 | 廣川縣 | 헝수이 시 짜오창 현 동   | |
| 남궁현 | 南宮縣 | 싱타이시 난궁 시 북서    | 서진에서 폐지됐던 것을 복원했다. |
| 신도현 | 信都縣 | 헝수이 시 지저우 구      | 무양성(武陽城), 안성(安城), 그리고 피양성(辟陽城)이 있으며 기주 자사부가 있는 곳이다.                                                 |
| 하박현 | 下博縣 | 헝수이 시 선저우 시 동   | |

## 수
신도군(信都郡)으로 되돌아왔다. 12현 168,718호를 거느렸다. 주제를 실시했을 때 기주(冀州)로 칭했다.
| 현명   | 한자   | 대략적 위치              | 비고 |
| ------ | ------ | ------------------------ | --- |
| 장악현 | 長樂縣 | 헝수이 시 지저우 구      | 북제에서 부류현을 통폐합했다. 개황초에 폐현되었다가 신도현에서 장악현을 분리신설하면서 등장했다. 그리고 596년(개황 16년) 본현에서 담성현(潭城縣)을 분리신설했다. 대업초에 담성현은 폐지되었고 신도군을 세웠다. |
| 당양현 | 堂陽縣 | 싱타이 시 신허 현 북서   | 북제시기 폐지되었다가 596년 복구되었다. |
| 형수현 | 衡水縣 | 헝수이 시 서             | 596년 설치되었으며 헝수이 시의 전신이다. |
| 조강현 | 棗强縣 | 헝수이 시 짜오창 현 동   | 북제에서 삭노현, 광천현을 통폐합시켰다. |
| 무읍현 | 武邑縣 | 헝수이 시 우이 현        | 북제에서 폐지된 것을 586년(개황 6년) 복구되었다. 그리고 북제 관진현의 고지를 흡수했다. 596년 무강현에서 창정현(昌亭縣)을 분리신설했으나 대업초에 폐지되었다.                                                   |
| 무강현 | 武强縣 | 헝수이 시 우창 현 서남   | 무읍군의 치소가 있었다. 북제에서 무읍군을 폐지한 뒤 무수현을 통폐합했다. |
| 남궁현 | 南宮縣 | 싱타이 시 난궁 시 북서   | 북제에서 폐지했다가 586년 복구되었다. |
| 녹성현 | 鹿城縣 | 헝수이 시 선저우 시 서   | 북제에서 교현(鄥縣)을 안국현(安國縣)으로 개명했고 586년 안정현(安定縣)으로 개명했다. 598년(개황 18년)지금의 이름으로 고쳤다. 596년 안성현(晏城縣)을 설치했다가 대업초에 폐지했다.                              |
| 하박현 | 下博縣 | 헝수이 시 선저우 시 동남 | |
| 수현   | 蓚縣   | 헝수이 시 징 현          | 585년(개황 5년) 수현(脩縣)에서 수현(蓚縣)으로 바뀌었다. 596년 관진현(觀津縣)을 분리신설했으나 대업초에 폐지했다.                                                                                               |
| 부성현 | 阜城縣 | 헝수이 시 푸청 현        | |

## 당
기주 참조.

## 장관

### 광천상
- 강(彊) (기원전 71년 당시)
- 충랑 (? ~ 기원전 52년)

### 신도태수
- 종정자설 (? ~ 기원전 15년)